# Louis d'Or (prix)
Pour l’article homonyme, voir Louis d'or.
Le Louis d'Or est un prix d'interprétation dramatique néerlandais, décerné chaque année au comédien ayant le rôle principal le plus impressionnant de la saison théâtrale. Il est décerné par la Vereniging van Schouwburg- en Concertgebouwdirecties (VSCD), la principale organisation professionnelle des théâtres aux Pays-Bas.  Le prix lui-même est une médaille d'or, actuellement conçue par Eric Claus. Il doit son nom à l'acteur hollandais Louis Bouwmeester. Son homologue féminin est le Theo d'Or. 
Le Louis d'Or est décerné chaque année, avec les autres prix de scène VSCD, au Gala du Théâtre néerlandais au Stadsschouwburg à Amsterdam . 

## Jury
Le jury est composé de programmateurs de théâtre, de producteurs et de critiques qui se sont explicitement distingués dans leurs disciplines respectives. Les jurés peuvent faire partie d'un jury pendant six ans au maximum. Les nouveaux jurés peuvent être nommés par le jury lui-même ou par le conseil d'administration du VSCD.

## Lauréats
- 1955 : Paul Steenbergen
- 1956 : Han Bentz van den Berg
- 1957 : Ko van Dijk
- 1958 : Han Bentz van den Berg
- 1959 : Paul Steenbergen
- 1960 : Paul Steenbergen
- 1961 : Bob de Lange
- 1962 : non attribué
- 1963 : Guus Hermus
- 1964 : Han Bentz van den Berg
- 1965 : Paul Steenbergen
- 1966 : non attribué
- 1967 : Eric Schneider
- 1968 : Ton Lutz
- 1969 : Hans Tiemeyer
- 1970 : Henk van Ulsen

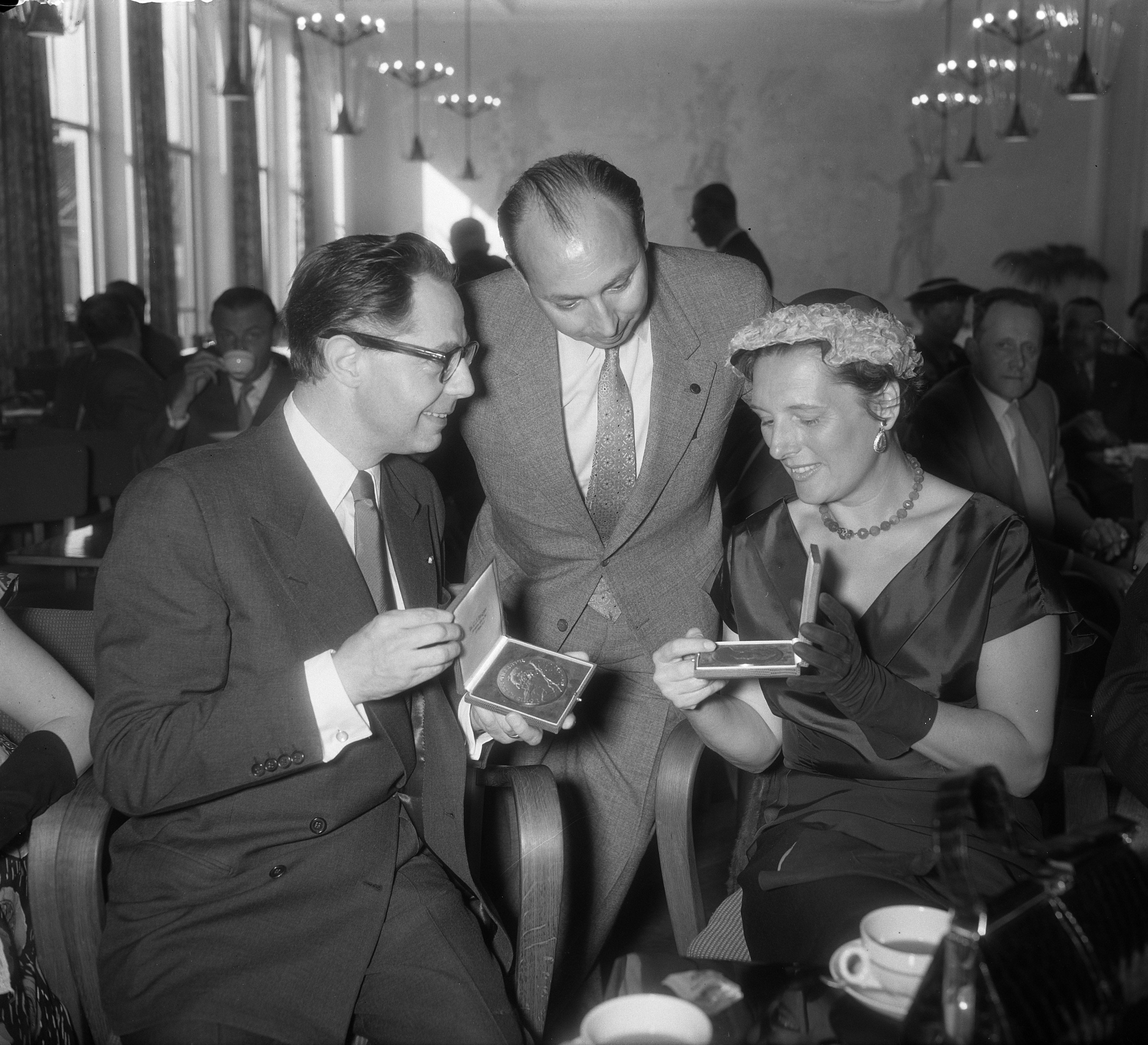
Louis d'Or 1955: Paul Steenbergen (à gauche)

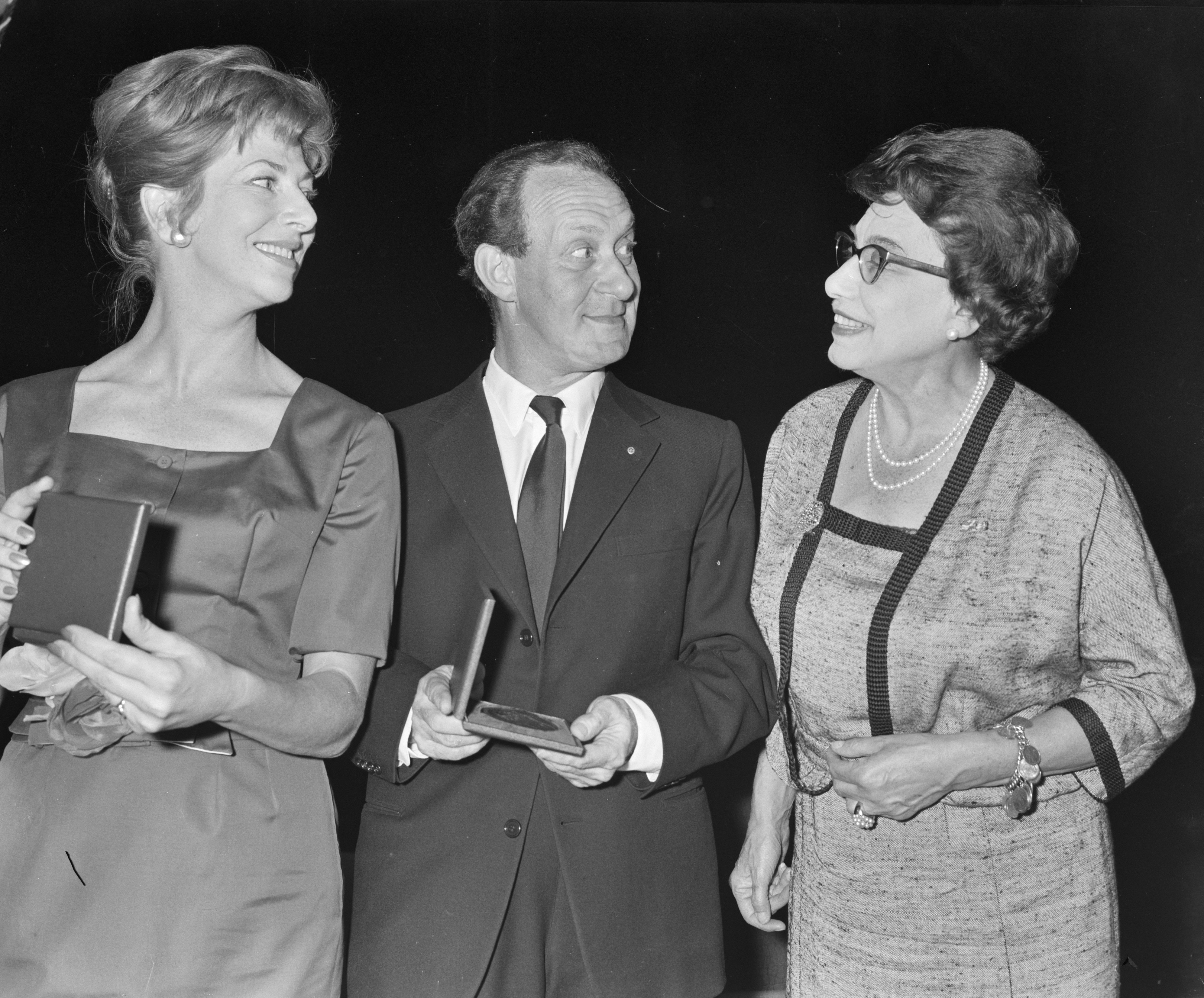
Louis d'Or 1961: Bob de Lange

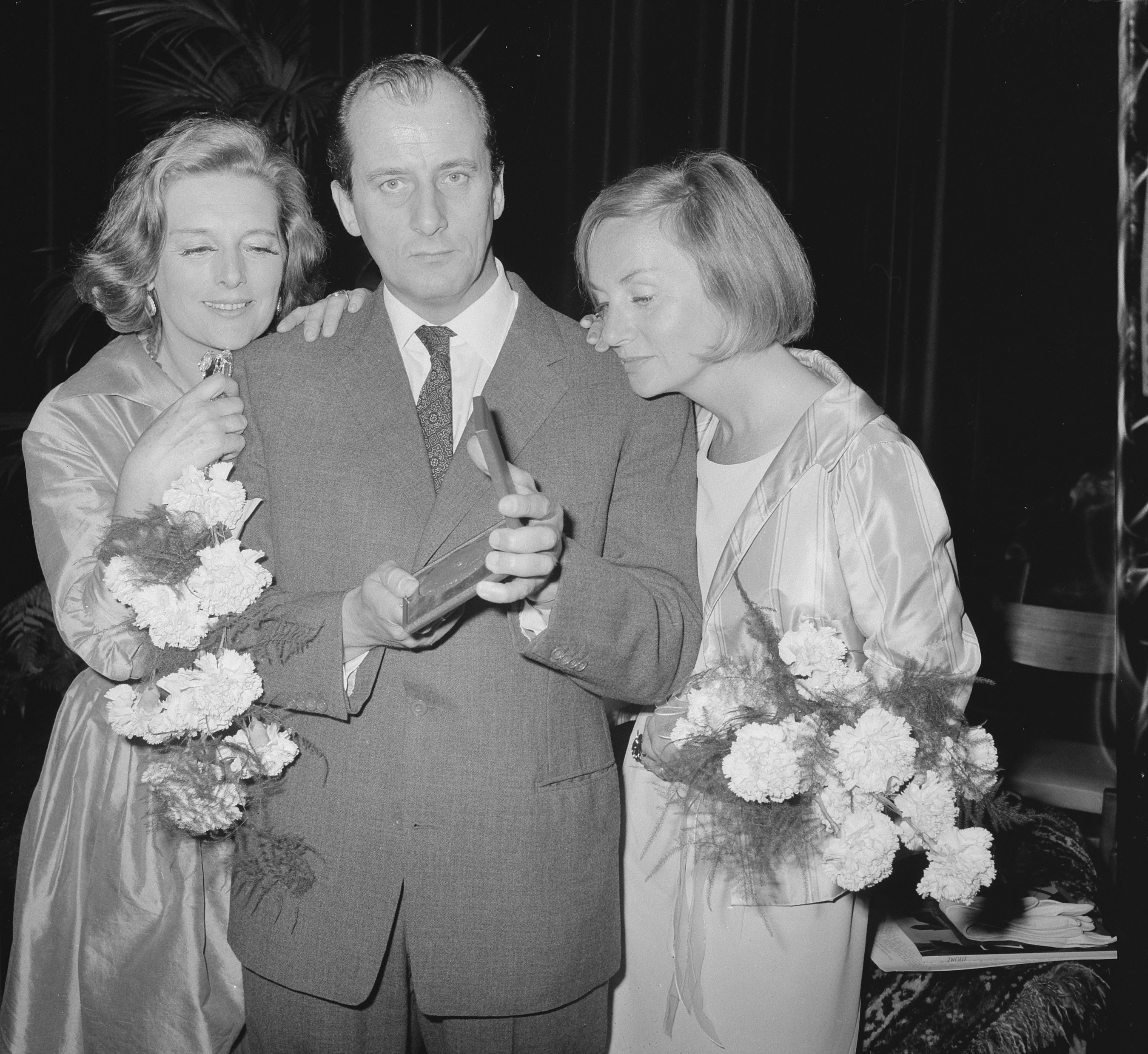
Louis d'Or 1963: Guus Hermus

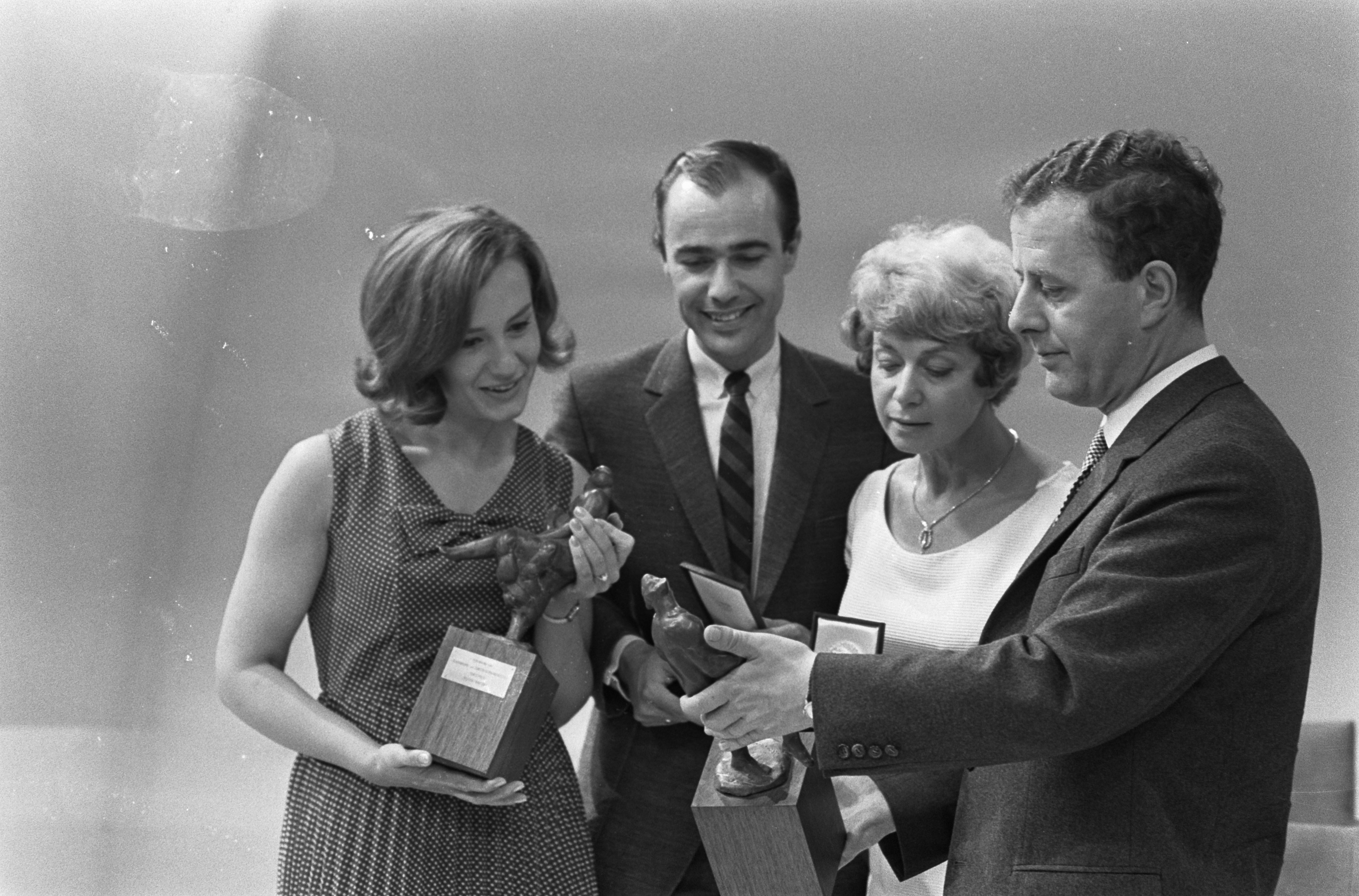
Louis d'Or 1967: Eric Schneider (centre)

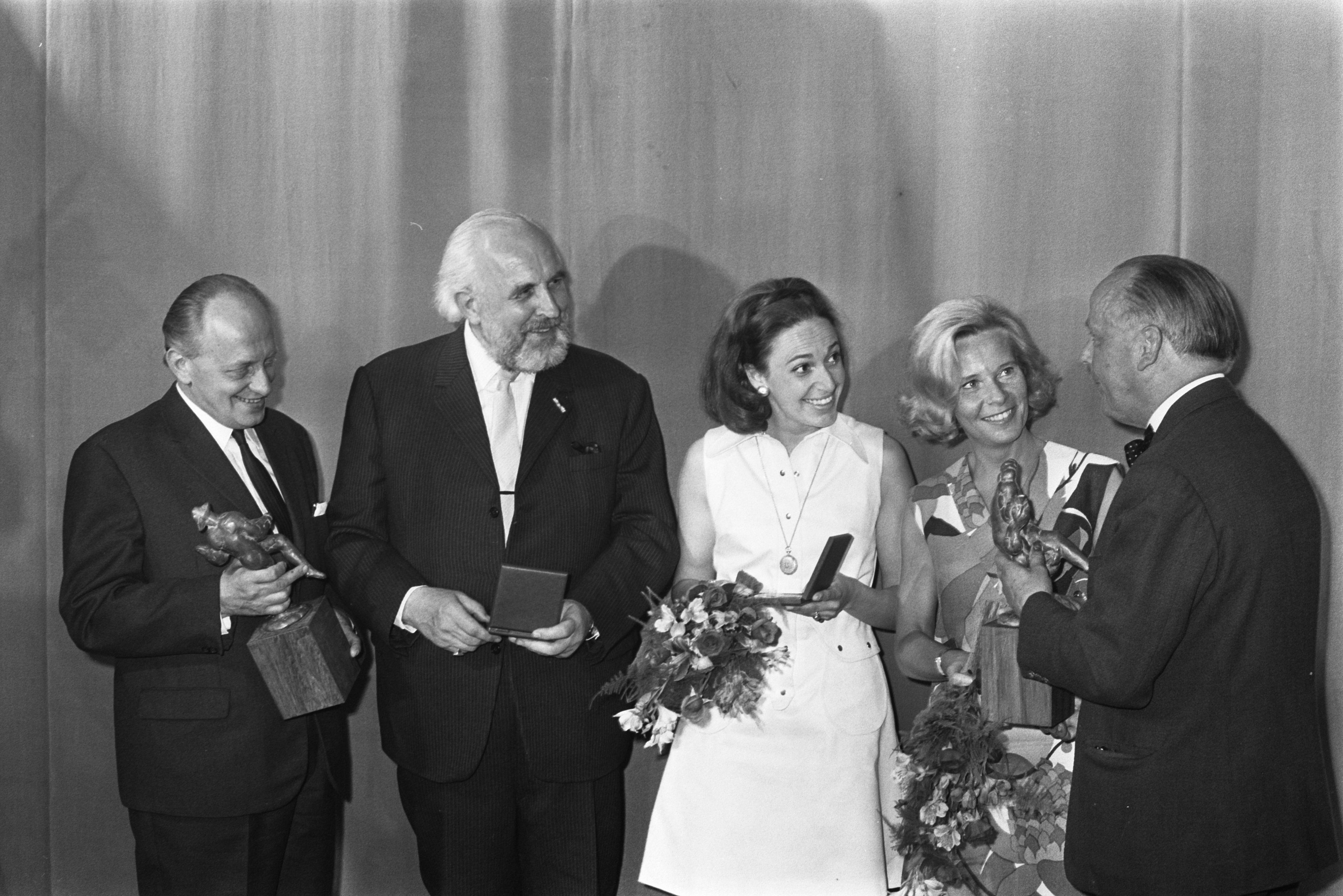
Louis d'Or 1969: Hans Tiemeyer (2e à gauche)

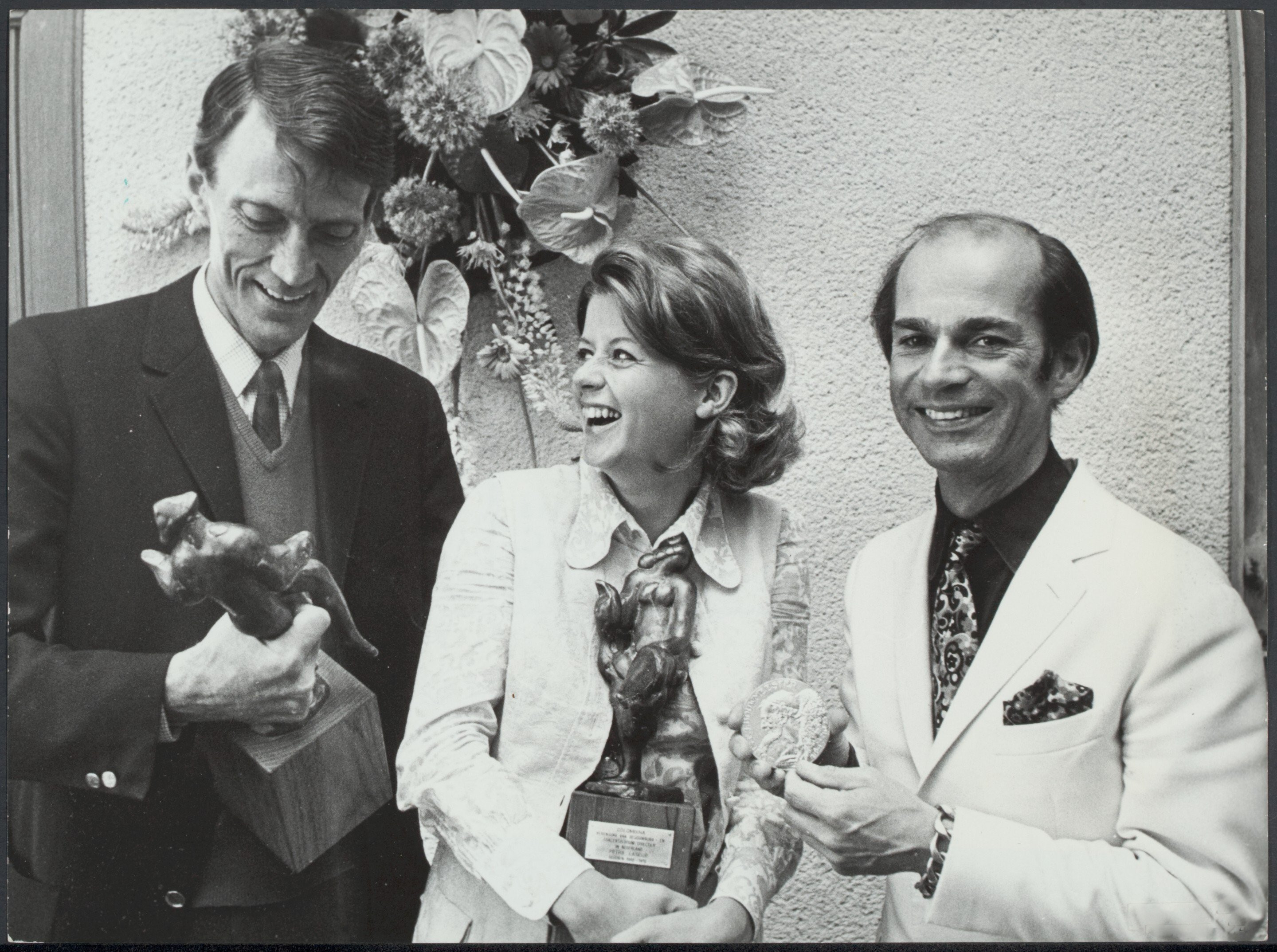
Louis d'Or 1970: Henk van Ulsen (à droite)

- 1971 : Wim van der Grijn et Hans Dagelet
- 1972 : Guido de Moor
- 1973 : André van den Heuvel
- 1974 : Siem Vroom
- 1975 : Peter Faber au nom du Werkteater
- 1976 : Peter van der Linden
- 1977 : Carol Linssen
- 1978 : Eric van der Donk
- 1979 : Jules Croiset
- 1980 : Hans Croiset
- 1981 : Gees Linnebank
- 1982 : Joop Admiraal
- 1983 : Ton Lutz
- 1984 : John Kraaijkamp sr.
- 1985 : Siem Vroom
- 1986 : Guido de Moor
- 1987 : Guido de Moor
- 1988 : Carol van Herwijnen
- 1989 : Guido de Moor
- 1990 : Peter Oosthoek
- 1991 : Peter Faber
- 1992 : André van den Heuvel
- 1993 : Gijs Scholten van Aschat
- 1994 : Pierre Bokma
- 1995 : Warre Borgmans
- 1996 : Victor Löw
- 1997 : Herman Gilis
- 1998 : Peter De Graef
- 1999 : Lucas Van den Eynde
- 2000 : Bram van der Vlugt
- 2001 : Steven Van Watermeulen
- 2002 : Edwin de Vries
- 2003 : Bert Luppes
- 2004 : Jeroen Willems
- 2005 : Mark Rietman
- 2006 : Joop Keesmaat
- 2007 : Dirk Roofthooft
- 2008 : Hans Kesting
- 2009 : Bert Luppes
- 2010 : Kees Hulst
- 2011 : Jacob Derwig
- 2012 : Hein van der Heijden
- 2013 : Pierre Bokma
- 2014 : Jacob Derwig
- 2015 : Ramsey Nasr
- 2016 : Hans Kesting
- 2017 : Hans Croiset